# العلاقات الكيريباتية الموريتانية
العلاقات الكيريباتية الموريتانية هي العلاقات الثنائية التي تجمع بين كيريباتي وموريتانيا.

## مقارنة بين البلدين
هذه مقارنة عامة ومرجعية للدولتين:
| وجه المقارنة                                              | كيريباتي                        | موريتانيا                 |
| --------------------------------------------------------- | ------------------------------- | ------------------------- |
| المساحة (كم2)                                             | 811                             | 1.03 مليون                |
| عدد السكان (نسمة)                                         | 116.40 ألف                      | 4.42 مليون                |
| الكثافة السكانية (ن./كم²)                                 | 14.35 ألف                       | 4.29                      |
| العاصمة                                                   | جنوب تاراوا                     | نواكشوط                   |
| اللغة الرسمية                                             | لغة إنجليزية، اللغة الكيريباتية | اللغة العربية، لغة فرنسية |
| العملة                                                    | دولار كريباتي، دولار أسترالي    | أوقية موريتانية، أوقية ‏   |
| الناتج المحلي الإجمالي (بليون دولار)                      | 196.15 مليون                    | 5.02 مليار                |
| الناتج المحلي الإجمالي (تعادل القوة الشرائية) بليون دولار | 224.26 مليون                    |                           |
| الناتج المحلي الإجمالي الاسمي للفرد دولار أمريكي          | 1.42 ألف                        |                           |
| الناتج المحلي الإجمالي للفرد دولار أمريكي                 | 1.81 ألف                        | 3.91 ألف                  |
| مؤشر التنمية البشرية                                      | 0.590                           | 0.506                     |
| رمز المكالمات الدولي                                      | +686                            | +222                      |
| رمز الإنترنت                                              | .ki                             | .mr                       |
| المنطقة الزمنية                                           |                                 | 00                        |

## منظمات دولية مشتركة
يشترك البلدان في عضوية مجموعة من المنظمات الدولية، منها:
| علم المنظمة | اسم المنظمة                                 | تاريخ انضمام كيريباتي | تاريخ انضمام موريتانيا |
| ----------- | ------------------------------------------- | --------------------- | ---------------------- |
|             | منظمة حظر الأسلحة الكيميائية                | ?                     | ?                      |
|             | البنك الدولي للإنشاء والتعمير               | 29 سبتمبر 1986        | 10 سبتمبر 1963         |
|             | الأمم المتحدة                               | 14 سبتمبر 1999        | 27 أكتوبر 1961         |
|             | مجموعة دول أفريقيا والكاريبي والمحيط الهادئ | ?                     | ?                      |
|             | يونسكو                                      | 24 أكتوبر 1989        | 10 يناير 1962          |
|             | مؤسسة التنمية الدولية                       | 2 أكتوبر 1986         | 10 سبتمبر 1963         |
|             | مؤسسة التمويل الدولية                       | 2 أكتوبر 1986         | 29 ديسمبر 1967         |
|             | الاتحاد البريدي العالمي                     | ?                     | ?                      |
|             | الاتحاد الدولي للاتصالات                    | 3 نوفمبر 1986         | 18 أبريل 1962          |